# Синміхаю-Алмашулуй (комуна)
Синміхаю-Алмашулуй (рум. Sânmihaiu Almașului) — комуна у повіті Селаж в Румунії. До складу комуни входять такі села (дані про населення за 2002 рік):
- Берча (226 осіб)
- Синміхаю-Алмашулуй (1164 особи) — адміністративний центр комуни
- Синте-Мерія (416 осіб)

Комуна розташована на відстані 362 км на північний захід від Бухареста, 23 км на південний схід від Залеу, 38 км на північний захід від Клуж-Напоки.

## Населення
За даними перепису населення 2002 року у комуні проживали 1806 осіб.
Національний склад населення комуни:
| Національність | Кількість осіб | Відсоток |
| -------------- | -------------- | -------- |
| румуни         | 1415           | 78,3%    |
| цигани         | 383            | 21,2%    |
| угорці         | 7              | 0,4%     |
| словаки        | 1              | 0,1%     |

Рідною мовою назвали:
| Мова      | Кількість осіб | Відсоток |
| --------- | -------------- | -------- |
| румунська | 1777           | 98,4%    |
| циганська | 22             | 1,2%     |
| угорська  | 6              | 0,3%     |
| словацька | 1              | 0,1%     |

Склад населення комуни за віросповіданням:
| Релігія            | Кількість осіб | Відсоток |
| ------------------ | -------------- | -------- |
| православні        | 1468           | 81,3%    |
| баптисти           | 76             | 4,2%     |
| п'ятдесятники      | 60             | 3,3%     |
| не релігійні       | 27             | 1,5%     |
| греко-католики     | 13             | 0,7%     |
| реформати          | 6              | 0,3%     |
| римо-католики      | 2              | 0,1%     |
| старообрядці       | 2              | 0,1%     |
| бретрени           | 1              | 0,1%     |
| не вказали релігію | 22             | 1,2%     |